# 2-Hidroksipropil-KoM lijaza
2-Hidroksipropil-KoM lijaza (EC 4.4.1.23, epoksialkan:koenzim M transferaza, epoksialkan:KoM transferaza, epoksialkan:2-merkaptoetansulfonatna transferaza, koenzim M-epoksialkanska ligaza, epoksialkil:KoM transferaza, epoksipropan:koenzim M transferaza, epoksipropil:KoM transferaza, EaKoMT, 2-hidroksipropil-KoM:2-merkaptoetansulfonat lijaza (formira epoksialkanski prsten), (R)-2-hidroksipropil-KoM 2-merkaptoetansulfonatna lijaza (ciklizacija, formira (R)-1,2-epoksipropan)) je enzim sa sistematskim imenom (R)-(ili (S)-)2-hidroksipropil-KoM:2-merkaptoetansulfonat lijaza (formira epoksialkanski prsten). Ovaj enzim katalizuje sledeću hemijsku reakciju
(1) ()-2-hidroksipropil-KoM {\displaystyle \rightleftharpoons } ()-1,2-epoksipropan + HS-KoM
(2) ()-2-hidroksipropil-KoM {\displaystyle \rightleftharpoons } ()-1,2-epoksipropan + HS-KoM
Za dejstvo ovog enzima je neophodan cink.

## Literatura
- Nicholas C. Price; Lewis Stevens (1999). Fundamentals of Enzymology: The Cell and Molecular Biology of Catalytic Proteins (Third изд.). USA: Oxford University Press. ISBN 019850229X.
- Eric J. Toone (2006). Advances in Enzymology and Related Areas of Molecular Biology, Protein Evolution (Volume 75 изд.). Wiley-Interscience. ISBN 0471205036.
- Branden C; Tooze J. Introduction to Protein Structure. New York, NY: Garland Publishing. ISBN 0-8153-2305-0.
- Irwin H. Segel. Enzyme Kinetics: Behavior and Analysis of Rapid Equilibrium and Steady-State Enzyme Systems (Book 44 изд.). Wiley Classics Library. ISBN 0471303097.

## Spoljašnje veze
- 2-hydroxypropyl-CoM+lyase на 